# USS Piranha (SS-389)
USS Piranha (SS/AGSS-389) là một  tàu ngầm lớp Balao được Hải quân Hoa Kỳ chế tạo trong Chiến tranh Thế giới thứ hai. Nó là chiếc tàu chiến duy nhất của Hải quân Hoa Kỳ được đặt cái tên này, theo tên loài cá răng đao. Nó đã phục vụ trong suốt Thế Chiến II, thực hiện tổng cộng sáu chuyến tuần tra, đánh chìm hai tàu Nhật Bản với tổng tải trọng 12.277 tấn. Được cho ngừng hoạt động sau khi xung đột chấm dứt vào năm 1946, nó được xếp lại lớp như một tàu ngầm phụ trợ với ký hiệu lườn AGSS-389, nhưng không bao giờ hoạt động trở lại, và cuối cùng bị bán để tháo dỡ vào năm 1970. Piranha được tặng thưởng năm Ngôi sao Chiến trận do thành tích phục vụ trong Thế Chiến II.

## Thiết kế và chế tạo
Thiết kế của lớp Balao được cải tiến dựa trên  tàu ngầm lớp Gato dẫn trước, là một kiểu tàu ngầm hạm đội có tốc độ trên mặt nước cao, tầm hoạt động xa và vũ khí mạnh để tháp tùng hạm đội chiến trận. Khác biệt chính so với lớp Gato là ở cấu trúc lườn chịu áp lực bên trong dày hơn, và sử dụng thép có độ đàn hồi cao (HTS: High-Tensile Steel), cho phép lặn sâu hơn đến 400 ft (120 m). Con tàu dài 311 ft 9 in (95,02 m) và có trọng lượng choán nước 1.526 tấn Anh (1.550 t) khi nổi và 2.424 tấn Anh (2.463 t) khi lặn. Chúng trang bị động cơ diesel dẫn động máy phát điện để cung cấp điện năng cho bốn động cơ điện, đạt được công suất 5.400 shp (4.000 kW) khi nổi và 2.740 shp (2.040 kW) khi lặn, cho phép đạt tốc độ tối đa 20,25 hải lý trên giờ (37,50 km/h) và 8,75 hải lý trên giờ (16,21 km/h) tương ứng. Tầm xa hoạt động là 11.000 hải lý (20.000 km) khi đi trên mặt nước ở tốc độ 10 hải lý trên giờ (19 km/h) và có thể hoạt động kéo dài đến 75 ngày.
Tương tự như lớp Gato dẫn trước, lớp Balao được trang bị mười ống phóng ngư lôi 21 in (530 mm), gồm sáu ống trước mũi và bốn ống phía phía đuôi tàu, chúng mang theo tối đa 24 quả ngư lôi. Vũ khí trên boong tàu gồm một hải pháo 4 inch/50 caliber, một khẩu pháo phòng không Bofors 40 mm nòng đơn và một khẩu đội Oerlikon 20 mm nòng đôi, kèm theo hai súng máy .50 caliber. Trên tháp chỉ huy, ngoài hai kính tiềm vọng, nó còn trang bị ăn-ten radar SD phòng không và SJ dò tìm mặt biển. Tiện nghi cho thủy thủ đoàn bao gồm điều hòa không khí, thực phẩm trữ lạnh, máy lọc nước, máy giặt và giường ngủ cho hầu hết mọi người, giúp họ chịu đựng cái nóng nhiệt đới tại Thái Bình Dương cùng những chuyến tuần tra kéo dài đến hai tháng rưỡi.
Piranha được đặt lườn tại Xưởng hải quân Portsmouth ở Kittery, Maine vào ngày 21 tháng 6, 1943. Nó được hạ thủy vào ngày 27 tháng 10, 1943, được đỡ đầu bởi bà William S. Farber, và được cho nhập biên chế cùng Hải quân Hoa Kỳ vào ngày 5 tháng 2, 1944 dưới quyền chỉ huy của Hạm trưởng, Thiếu tá Hải quân Harold Eustace Ruble.

## Lịch sử hoạt động

### 1944
Sau khi hoàn tất việc chạy thử máy và huấn luyện tại vùng bờ Đông Hoa Kỳ, Piranha khởi hành từ Key West, Florida vào ngày 3 tháng 4, 1944 để hướng sang khu vực Thái Bình Dương ngang qua kênh đào Panama, và đi đến Trân Châu Cảng vào ngày 18 tháng 5, 1944, nơi nó được tiếp tục huấn luyện bổ sung.

#### Chuyến tuần tra thứ nhất
Khởi hành từ Trân Châu Cảng vào ngày 14 tháng 6 cho chuyến tuần tra đầu tiên trong chiến tranh, Piranha phối hợp hoạt động cùng một đội tấn công phối hợp ("Bầy sói") vốn còn bao gồm các tàu ngầm Guardfish (SS-217), Thresher (SS-200) và Apogon (SS-308). Đơn vị tuần tra tại vùng biển phía Bắc và phía Tây Luzon, Philippines, tấn công các đoàn tàu vận tải trong khu vực, và nhiều lần bị tàu chiến và máy bay tuần tra tấn công. Riêng Piranha vào ngày 12 tháng 7 đã phóng ngư lôi đánh chìm tàu chở hành khách Nichiran Maru (6.504 tấn) lúc 07 giờ 20 phút trong eo biển Ba Sĩ, tại tọa độ 18°50′B 122°40′Đ / 18,833°B 122,667°Đ; 1.238 binh lính, một pháo thủ cùng 15 thủy thủ đã tử trận cùng con tàu.
Bốn ngày sau đó, lúc 09 giờ 46 phút, Piranha tiếp tục phóng ngư lôi tấn công tàu chở hành khách Seattle Maru (5.773 tấn), lúc này đang vận chuyển hơn 4.000 binh lính Lục quân Nhật Bản từ Cao Hùng, Đài Loan sang Manila, Philippines. Seattle Maru đắm tại tọa độ 19°17′B 120°15′Đ / 19,283°B 120,25°Đ; 296 binh lính, 25 pháo thủ cùng 45 thủy thủ đã tử trận cùng con tàu. Chiếc tàu ngầm kết thúc chuyến tuần tra khi quay trở về căn cứ Majuro tại quần đảo Marshall vào ngày 8 tháng 8.

#### Chuyến tuần tra thứ hai
Trong giai đoạn đầu của chuyến tuần tra thứ hai, từ ngày 30 tháng 8 đến ngày 25 tháng 9, Piranha tham gia cùng chín tàu ngầm khác trong hoạt động trinh sát bảo vệ cho Đệ Tam hạm đội trong cuộc đổ bộ lên Peleliu. Sau khi cuộc đổ bộ thành công, đội trinh sát được giải tán và Piranha tuần tra dọc vĩ tuyến 20. Nó đụng độ một tàu tuần tra vào ngày 9 tháng 10, chịu đựng đợt tấn công bằng mìn sâu nhưng thoát được, và quay trở về Trân Châu Cảng vào ngày 23 tháng 10.

#### Chuyến tuần tra thứ ba
Hoạt động phối hợp cùng một "Bầy sói" trong chuyến tuần tra thứ ba từ ngày 19 tháng 11 đến ngày 13 tháng 1, 1945, ngoài việc truy tìm tàu bè đối phương trong biển Hoa Đông, Piranha còn làm nhiệm vụ tìm kiếm và giải cứu hỗ trợ cho chiến dịch không kích của máy bay ném bom B-29 Superfortress xuống đảo Kyūshū. Ngoài khơi quần đảo Ryūkyū, trong đợt tấn công vào đêm 8 tháng 1, nó phóng trúng hai quả ngư lôi và gây hư hại cho chiếc tàu buôn Shinto Maru số 2 tại tọa độ 29°55′B 130°05′Đ / 29,917°B 130,083°Đ,  nhưng bị tàu hộ tống đối phương ngăn chặn nên không thể tiếp tục tấn công.

### 1945

#### Chuyến tuần tra thứ tư
Sau khi được tái trang bị tại Guam, Piranha lên đường vào ngày 11 tháng 2 cho chuyến tuần tra thứ tư, cùng với "Bầy sói" của nó săn lùng các đoàn tàu vận tải đi lại giữa Luzon, Đài Loan và Hong Kong. Chiếc tàu ngầm dành ra 17 ngày làm nhiệm vụ tìm kiếm và giải cứu hỗ trợ cho chiến dịch không kích xuống Đài Loan, và đã đánh chìm một tàu buồm vào ngày 27 tháng 2, nghi ngờ là một tàu trinh sát máy bay. Một đoàn tàu vận tải đối phương được cho là đã khởi hành từ Hong Kong vào ngày 5 tháng 3, nhưng đang khi tiếp cận mục tiêu, chiếc tàu ngầm lọt vào giữa một đám đông tàu đánh cá Trung Quốc và không thể tìm ra mục tiêu. Nó tiến hành bắn phá đảo Đông Sa bằng 100 quả đạn pháo 5 in (130 mm) vào ngày 26 tháng 3, rồi dành ra 10 ngày tuần tra chung quanh đảo Wake và trải qua ba lượt bị máy bay tuần tra đối phương tấn công, trước khi quay trở về Midway vào ngày 21 tháng 4.

#### Chuyến tuần tra thứ năm
Rời Midway vào ngày 17 tháng 5 cho chuyến tuần tra thứ năm, Piranha tuần tra ngoài khơi đảo Marcus từ ngày 22 đến ngày 31 tháng 5, nơi nó nhiều lần bị các khẩu đội phóng phòng thủ duyên hải nhắm bắn. Chiếc tàu ngầm được tiếp nhiên liệu tại trước khi tiếp tục tuần tra ngoài khơi đảo chính quốc Honshū. Đến giai đoạn này của cuộc xung đột, tàu buôn đối phương thường di chuyển dọc bờ biển ở vùng nước nông, khiến tàu ngầm gặp bất lợi khó cơ động khi đối đầu với máy bay hay tàu săn ngầm đối phương. Dù sao, Piranha vẫn gây hư hại cho một tàu buôn vào ngày 14 tháng 6, đánh chìm một tàu chở dầu duyên hải và phá hủy một tàu đánh cá chở dầu bằng hải pháo ba ngày sau đó. Ở phía Bắc Honshū vào ngày 22 tháng 6, nó phóng hai quả ngư lôi nhắm vào Tàu phòng vệ duyên hải số 196 tại tọa độ 39°31′B 142°39′Đ / 39,517°B 142,65°Đ, phá hủy bánh lái và khiến hai thủy thủ tử trận. Thêm hai tàu đánh cá khác bị phá hủy bởi hải pháo vào ngày 23 tháng 6, và cho dù bị hư hại nhẹ khi các tàu hộ tống phản công bằng mìn sâu, chiếc tàu ngầm rút lui về Trân Châu Cảng an toàn vào ngày 10 tháng 7.

#### Chuyến tuần tra thứ sáu
Chuyến tuần tra cuối cùng của Piranha chỉ kéo dài 14 giờ. Nó khởi hành từ Trân Châu Cảng vào ngày 14 tháng 8, và được lệnh quay trở về cảng sau khi Nhật Bản chấp nhận đầu hàng vào ngày hôm sau, giúp chấm dứt vĩnh viễn cuộc xung đột.

### Sau chiến tranh
Quay trở về San Francisco, California vào ngày 11 tháng 9, Piranha được cho xuất biên chế tại Xưởng hải quân Mare Island vào ngày 31 tháng 5, 1946, và được đưa về Hạm đội Dự bị Thái Bình Dương. Đang khi trong thành phần dự bị, Piranha được xếp lại lớp như một "tàu ngầm phụ trợ" và mang ký hiệu lườn mới AGSS-389 vào ngày 6 tháng 11, 1962. Tên nó được cho rút khỏi danh sách Đăng bạ Hải quân vào ngày 1 tháng 3, 1967, và con tàu cuối cùng được bán cho hãng Portsmouth Salvage Co. tại Portsmouth, Virginia để tháo dỡ vào ngày 11 tháng 8, 1970.
Tháp chỉ huy của con tàu được bảo tồn và trưng bày tại Bảo tàng Quốc gia Chiến tranh Thái Bình Dương tại Fredericksburg, Texas.

## Phần thưởng
Piranha được tặng thưởng năm Ngôi sao Chiến trận do thành tích phục vụ trong Thế Chiến II. Nó được ghi công đã đánh chìm hai tàu Nhật Bản với tổng tải trọng 12.277 tấn.
|  |             |  |
|  | Silver star |  |

| Dãi băng Hoạt động Tác chiến  |                                                                         |                                      |
| Huân chương Chiến dịch Hoa Kỳ | Huân chương Chiến dịch Châu Á-Thái Bình Dương với 5 Ngôi sao Chiến trận | Huân chương Chiến thắng Thế Chiến II |